# Greensboro (Floryda)
Greensboro – miasto w Stanach Zjednoczonych, w stanie Floryda, w hrabstwie Gadsden.